# جامعة مصر الجديدة
جامعة مصر الجديدة هي جامعة خاصة بمدينة السادس من أكتوبر.

## الكليات
وتضم الكليات التالية:
- كلية الصيدلة.
- كلية العلاج الطبيعي.
- كلية الحاسبات والذكاء الاصطناعي.
- كلية علوم الإدارة.